# Colonia Guadalupe Rhon de Hank
Colonia Guadalupe Rhon de Hank är en ort i Mexiko.   Den ligger i kommunen Tianguistenco och delstaten Mexiko, i den sydöstra delen av landet, 50 km sydväst om huvudstaden Mexico City. Colonia Guadalupe Rhon de Hank ligger 2 619 meter över havet och antalet invånare är 457.
Terrängen runt Colonia Guadalupe Rhon de Hank är platt åt nordväst, men åt sydost är den kuperad. Terrängen runt Colonia Guadalupe Rhon de Hank sluttar västerut. Runt Colonia Guadalupe Rhon de Hank är det tätbefolkat, med 735 invånare per kvadratkilometer. Närmaste större samhälle är Metepec, 16,0 km nordväst om Colonia Guadalupe Rhon de Hank. Trakten runt Colonia Guadalupe Rhon de Hank består till största delen av jordbruksmark.